# Chintz
Le chintz, aussi orthographié chinz, est un tissu de coton robuste.

## Caractéristiques
À armure toile ou satin, il est caractérisé par des couleurs vives et un « toucher » soyeux, obtenu avec un fort calandrage en phase de finition ou par l'emploi de silicone. 
Adapté, pour sa résistance et son pouvoir décoratif, à l'ameublement et à la tapisserie, il s’utilise pour le voilage, couverture, coussins, revêtement de divans et fauteuils.

## Origine

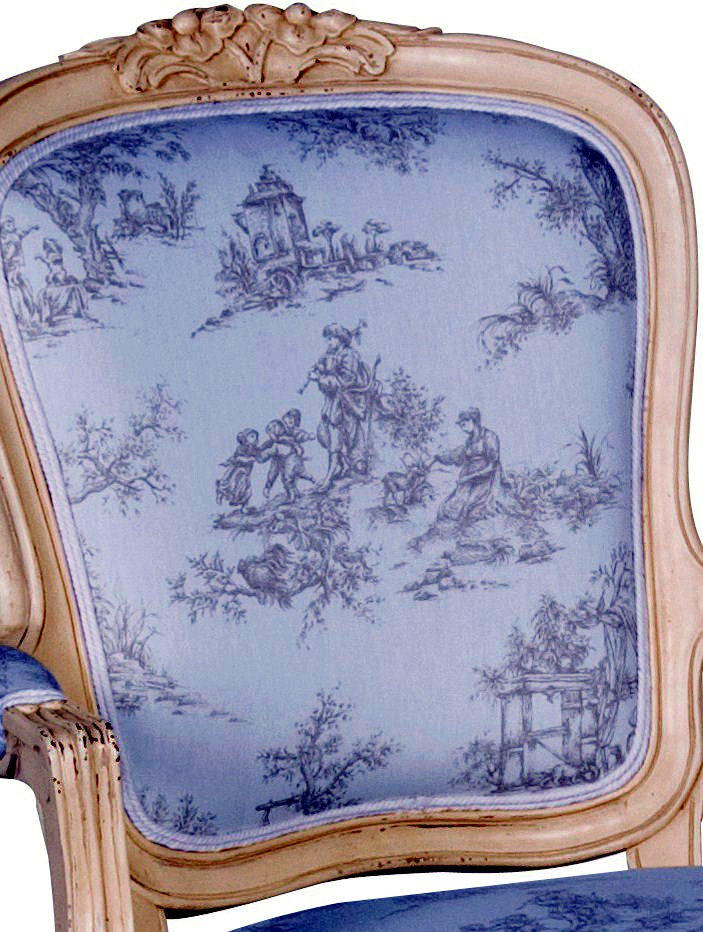
Toile de Jouy tendue sur un fauteuil.

Originaire de l'Inde, il fut très populaire en Europe aux XVIIe et XVIIIe siècles, précédemment importé et puis produit localement. Initialement, il reproduisait des dessins indiens (ou hindous), puis se diffusa avec des dessins voyants, généralement sur fond clair. L'aspect glacé du chintz était obtenu avec de l'amidon au repassage.
En France, la toile de Jouy, un type de chintz, devient fameuse sous le nom de « indienne », produite dans la cité de Jouy-en-Josas en 1759 et caractérisée par des dessins contenant des personnages historiques et des paysages imprimés en rouge ou bleu sur fond blanc.